# Дескати
Дескати (грч. Δεσκάτη) је град и седиште истоимене општине у периферији Западна Македонија, Грчка. Према попису из 2021. године било је 3.123 становника.
Назим места је аромунског порекла, јер су за време средњовековне грчко-српске државе Тесалије у овим крајевима боравили аромунски сточари. Временом су они расељени или асимиловани. На попису из 1913. године Дескати је имао 3.298 житеља Грка.